# Der Fremdenlegionär
Der Fremdenlegionär (Originaltitel: Beau Travail) ist ein französischer Spielfilm von Claire Denis aus dem Jahre 1999.

## Handlung
Eine Gruppe junger Legionäre am Golf von Dschibuti ist ihrem Ausbilder, dem Feldwebel Galoup (Denis Lavant), treu ergeben. Galoup kennt nichts anderes als die Armee und seine Aufgabe, aber die Ordnung wird durch den jungen Soldaten Sentain (Grégoire Colin) gestört.
Um Sentain loszuwerden, stellt Galoup ihm eine Falle, infolge derer er einen Disziplinarverstoß begeht. Zur Strafe setzt Galoup ihn allein in der Salzwüste aus, händigt Sentain vorher jedoch einen kaputten Kompass aus, so dass er unmöglich zurück zum Lager finden kann.
Kommandant Bruno Forestier zwingt Galoup, die Legion zu verlassen, und bringt ihn vor ein Militärgericht in Frankreich, auch wenn Sentain von einer Gruppe Einheimischer gefunden und gerettet wird. Zurück in Marseille, sieht Galoup außerhalb der Legion keine Zukunft mehr für sich. Die vorletzte Szene deutet einen Suizid Galoups in einem Hotelzimmer in Dschibuti an. Der Film endet mit einer energischen Tanzszene Galoups zu The Rhythm of the Night von Corona.

## Entstehung
Claire Denis produzierte Der Fremdenlegionär als Auftragsfilm für den Fernsehsender Arte zum Thema Fremdheit.
Das Drehbuch schrieben Denis und Jean-Pol Fargeau in drei Schritten. Zunächst verfassten sie einen Entwurf als Galoups Tagebuch und schrieben das tatsächliche Drehbuch als Gegenentwurf dazu. Den gesprochenen Text im Off schrieb Denis inspiriert von ihrer Erinnerung an Jean-Luc Godards Der kleine Soldat (1960).

## Filmanalyse

### Intertextualität
Das Drehbuch zu Der Fremdenlegionär ist inspiriert von Herman Melvilles Erzählung Billy Budd. Dabei ist Galoup das Äquivalent zu Claggart in Melvilles Erzählung, während Forestier Kapitän Vere verkörpert und Sentain Billy Budd. Sequenzen aus Benjamin Brittens Umsetzung der Erzählung als Oper untermalen mehrere Szenen des Films.
Der Film bezieht sich in der Besetzung und Benennung des Kommandanten Bruno Forestier auf Godards Der kleine Soldat. In diesem Film spielte Michel Subor ebenfalls eine Figur mit diesem Namen. Jonathan Rosenbaum stellt fest, Der Fremdenlegionär stelle wie Godards genannter Film und Alain Resnais’ Muriel oder Die Zeit der Wiederkehr (1963), die beide vor dem Hintergrund des Algerienkriegs spielen, Alltagsbanalitäten, Tragik und Gewalt gegenüber. Im Gegensatz zu den beiden Nouvelle-Vague-Filmen sei Der Fremdenlegionär allerdings klar postkolonialistisch, etwa durch die multiethnische Zusammensetzung der Legion.

### Inszenierung von Körperlichkeit und Männlichkeit
Der Fremdenlegionär enthält mehrere Szenen, in denen die Legionäre regelmäßige, aufeinander abgestimmte und routinierte Ausdauer- und Kraftübungen mit nacktem Oberkörper verfolgen. Denis lehnt sich in ihrer ritualisierenden Darstellung des Trainings der Legion an zeitgenössischen Tanz an und hat dafür den Choreographen Bernardo Montet engagiert, der auch selbst einen der Legionäre spielt. Das weitgehende Fehlen von Dialogen lässt Foster die Dramaturgie des Films eher mit Musiktheater vergleichen. Sie nennt Der Fremdenlegionär ein „männliches Musical“.
Die Körper der Legionäre werden dabei objektifizert dargestellt und fungieren als „sprachlose, performative Vehikel maskuliner Künste“, bestimmt durch die Erzählperspektive Galoups. Er ist es, der im Off spricht und Auszüge aus seinem Tagebuch vorliest. Foster führt aus, Galoup „ist so verzehrt von Eifersucht und Selbsthass, dass er mit uns nur seine geplagten und lustvollen Erinnerungen teilen kann“. Seine unterdrückte homosexuelle Lust und emotionale Übersteigerung lenken den objektifizierenden Blick auf die männlichen Körper und die ästhetische Überhöhung der Trainings. Das Militär müsse sich in seiner Überhöhung von Kameradschaft, Solidarität und Liebe unter Männern ständig von dem Tabu der Homosexualität loslösen und schaffe so gleichzeitig einen homoerotischen wie homophoben Kontext. Die Eifersucht auf Sentain, der die Aufmerksamkeit von Forestier auf sich zieht, treibt Galoup dazu, Sentain in der Wüste auszusetzen. Erst mit der schlussgebenden Tanzszene kann Galoup sich von dem widersprüchlichen Kontext der Legion und damit von der Unterdrückung seiner Sexualität lösen.

## Rezeption
Der Film feierte seine Uraufführung auf den Internationalen Filmfestspielen von Venedig am 4. September 1999 und wurde im Folgejahr unter anderem auch auf dem Sundance Film Festival und der Berlinale gezeigt.

### Kritik
Der Film genießt einen hervorragenden Ruf bei vielen Filmkritikern. In der alle zehn Jahre stattfindenden Umfrage der britischen Filmzeitschrift Sight & Sound zu den besten Filmen unter Kritikern und Filmregisseuren wurde Der Fremdenlegionär 2022 auf den ungeteilten 7. (critics’ poll) bzw. geteilten 14. (directors’ poll) Platz gewählt. Eine BBC-Umfrage unter 368 Filmexperten aus 84 Ländern wählte Der Fremdenlegionär 2018 auf Platz 4 der besten Filme aller Zeiten, bei denen eine Frau Regie geführt hat.
Die FAZ bescheinigte dem Film bei den Internationalen Filmfestspielen Berlin 2000 im Internationalen Forum des Jungen Films eine „Stilhöhe und Dichte, die im Forum nur wenige Spielfilme erreichen.“ Die schweizerische Zeitung Le Temps lobt: „Claire Denis filmt die Männer in einer nie da gewesenen Sinnlichkeit und einer Mischung aus Naivität und Stolz… einer der besten Filme des Jahres“.
Die Zeitung Libération sieht in diesem Werk den „körperlichsten, bildstärksten Film Claire Denis’“.

### Auszeichnungen
Agnès Godard gewann für ihre Kameraführung den César und den Chlotrudis Award. Sie war hierfür auch für den Europäischen Filmpreis nominiert. Kleinere Auszeichnungen auf einigen Filmfestivals, darunter auf dem International Film Festival Rotterdam, sprach man dem Film ebenfalls zu.